# Skiemonys
Skiemonys is een plaats in de gemeente Anykščiai in het Litouwse district Utena. De plaats telt 92 inwoners (2001).